# آرون ديت
آرون ديت (بالإنجليزية: Arun Date)‏ هو مغني هندي، ولد في 4 مايو 1934، وتوفي في 6 مايو 2018.